# Titanoleptes
Titanoleptes (лат.) — род паукообразных из семейства Gonyleptidae отряда сенокосцев. Бразилия. Название происходит от греческого слова Τῑτάν (один из титанов, божественных существ, произошедших от первобытных божеств) + leptes (усечение типового родового названия Gonyleptes), указывающего на очень крупные размеры вида (тело около 1 см, с ногами около 5 см). 

## Описание
Тазик IV самца без ретролатерального апикального апофиза, за исключением T. cupidensis. Трохантер IV самца вооружен сильным ретролатеральным апикальным апофизом. Пателла и голень IV покрыты желтыми заостренными бугорками. Бедро IV самца либо субпрямая, либо сильно изогнута к средней линии на 1/4 базальной части в дорсальном виде. Голени IV вооружены рядами заостренных бугорков. Флабеллум четырехугольный, в виде стилизованной раковины, проксимальные стороны плавно изогнуты, не зазубрены, дистальная половина крайне редуцирована, дистальные стороны слиты в одну, дугообразно и глубоко зазубрены.

## Классификация
Известно 4 вида. Род образован в 2023 году, входит в состав подсемейства Sodreaninae с включением видов Metagonyleptes calcar  Roewer, 1913, Metagonyleptoides cupidensis  Soares & Soares, 1946 и двух новых видов из штата Эспириту-Санту. Titanoleptes близок к сестринской кладе родов Friburgoia + Urodiabunus.
- Titanoleptes calcar (Roewer, 1913)
  - Metagonyleptes calcar Roewer, 1913
- Titanoleptes eros Kury & Bernabé, 2023
- Titanoleptes cupidensis (Soares & Soares, 1946)
  - Metagonyleptoides cupidensis Soares & Soares, 1946
- Titanoleptes hyperion Kury & Bernabé, 2023